# Samseerali Sheikh-Alibaks
Samseerali Sheikh-Alibaks is een Surinaams jurist en bestuurder. Sinds september 2020 is hij voorzitter van het Onafhankelijk Kiesbureau (OKB).

## Biografie
Samseerali Sheikh-Alibaks studeerde aan de AdeKUS. Hij studeerde af als Meester in de Rechten. Hij is voorzitter (geweest) van de Surinaamse afdeling van de Ahmadiyya Moslim Gemeenschap en de Stichting Al-Balaagh.
Hij was hoofd van het Centraal Bureau voor Burgerzaken (CBB). Rond 25 september 2020 volgde hij Jennifer van Dijk-Silos op als hoofd van het Onafhankelijk Kiesbureau (OKB).